# Sixto E. Durán-Ballén
Sixto Enrique Durán Ballén Romero (* 29. November 1899 in Paris; † 13. Mai 1986) war ein ecuadorianischer Diplomat.

## Leben
Sixto E. Durán-Ballén war der Sohn von Isabel Romero-Cordero und Sixto Durán-Ballén. Er studierte an der Horace Mann School for Boys in New York sowie am Massachusetts Institute of Technology. Er heiratete am 6. Juli 1920 Eugenia Cordovez. Am 14. Juli 1921 wurde in Boston sein Sohn Sixto Durán Ballén, 1923 César Alberto und 1925 Isabel geboren. Von 1944 bis 1951 war er Generalkonsul in New York und wurde in dieser Funktion von 
seinem Bruder Clemente abgelöst.
Vom 1. bis zum 22. Juli 1944 war er Teilnehmer der Konferenz von Bretton Woods. Von 1951 bis 1953 war er Botschafter in Caracas, von 1954 bis 1956 in Bogotá und von 1956 bis 1960 in Bonn. 1962 wurde er von der Interamerikanischen Entwicklungsbank in Washington, D.C. beschäftigt.